# George L. Cox
George Lyall Cox (17 novembre 1878 – 1947) è stato un attore, regista e sceneggiatore statunitense del cinema muto.

## Filmografia

### Attore
- In the Great Northwest, regia di Francis Boggs (1910)
- A Novel Experiment, regia di Joseph A. Golden – cortometraggio (1911)
- The Gray Wolves, regia di Joseph A. Golden – cortometraggio (1911)
- A New York Cowboy, regia di Francis Boggs – cortometraggio (1911)
- A Tennessee Love Story, regia di Joseph A. Golden – cortometraggio (1911)
- The Wheels of Justice, regia di Otis Turner – cortometraggio (1911)
- How They Stopped the Run on the Bank, regia di Otis Turner – cortometraggio (1911)
- His Better Self, regia di Otis Turner – cortometraggio (1911)
- Getting Married, regia di Colin Campbell – cortometraggio (1911)
- The Plumber, regia di Colin Campbell – cortometraggio (1911)
- Brown of Harvard, regia di Colin Campbell – cortometraggio (1911)
- Paid Back, regia di Colin Campbell – cortometraggio (1911)
- Cinderella, regia di Colin Campbell – cortometraggio (1912)
- The Prosecuting Attorney, regia di Colin Campbell – cortometraggio (1912)
- A Safe Proposition, regia di Colin Campbell – cortometraggio (1912)
- The Girl He Left Behind, regia di Otis Thayer – cortometraggio (1912)
- The Horseshoe, regia di Otis Thayer – cortometraggio (1912)
- The Hypnotic Detective, regia di Colin Campbell – cortometraggio (1912)
- When Memory Calls, regia di Frank Beal – cortometraggio (1912)
- In Little Italy, regia di William V. Mong – cortometraggio (1912)
- Hypnotized, regia di Otis Thayer – cortometraggio (1912)
- The Slip, regia di Otis Thayer – cortometraggio (1912)
- Cristoforo Colombo  (The Coming of Columbus), regia di Colin Campbell – cortometraggio (1912)
- The Wreck of the Vega, regia di George L. Cox – cortometraggio (1912)
- Michael McShane, Matchmaker, regia di Laurence Trimble (1912)
- The Lesson, regia di Oscar Eagle – cortometraggio (1913)
- Sweeney and the Million, regia di Charles H. France – cortometraggio (1913)
- A Husband Won by Election, regia di Oscar Eagle – cortometraggio (1913)
- The Ferrets, regia di Oscar Eagle – cortometraggio (1913)
- The Ex-Convict, regia di Oscar Eagle – cortometraggio (1913)
- Pauline Cushman, the Federal Spy, regia di Oscar Eagle – cortometraggio (1913)
- The Food Chopper War, regia di Lorimer Johnston – cortometraggio (1913)
- Bunny Blarneyed; or, The Blarney Stone, regia di Laurence Trimble – cortometraggio (1913)
- Robert Hale's Ambition, regia di Oscar Eagle – cortometraggio (1913)
- Love in the Ghetto, regia di Oscar Eagle – cortometraggio (1913)
- Two Too Many, regia di Henry MacRae – cortometraggio (1913)
- The Finger Print, regia di Oscar Eagle – cortometraggio (1913)

### Regista
- The Other Woman – cortometraggio (1912)
- The Law of the North, co-regia di Frank Beal – cortometraggio (1912)
- The Tree of Knowledge – cortometraggio (1912)
- The Cat and the Canary – cortometraggio
- The Wreck of the Vega – cortometraggio
- Life and Customs of the Winnebago Indians – cortometraggio, documentario (1912)
- An International Romance – cortometraggio (1912)
- The Tiger Lily (1919)
- The Hellion (1919)
- The Dangerous Talent (1920)
- The Thirtieth Piece of Silver
- The House of Toys (1920)
- The Week-End (1920)
- A Light Woman
- The Blue Moon
- The Gamesters
- Their Mutual Child (1920)
- Life in the Orange Groves
- Sunset Jones
- Payment Guaranteed
- A Parisian Scandal (1921)

### Sceneggiatore
- The Other Woman, regia di George L. Cox – cortometraggio (1912)
- The Law of the North, regia di Frank Beal e George L. Cox – cortometraggio (1912)
- The Tree of Knowledge, regia di George L. Cox – cortometraggio (1912)
- The Cat and the Canary, regia di George L. Cox – cortometraggio (1912)
- The Wreck of the Vega, regia di George L. Cox – cortometraggio (1912)
- An International Romance, regia di George L. Cox – cortometraggio (1912)
- The Week-End
- A Light Woman